# Sifilas
Sifilas (em grego: Σιφίλας; romaniz.: Siphílas) foi um oficial bizantino do século VI, ativo sob o imperador Justiniano (r. 527–565). Doríforo da guarda de Constanciano, em 536 participou na expedição para capturar Salona, na Dalmácia. Comandou 500 soldados e ocupou os estreitos que levavam à cidade, permitindo que o exército inteiro conseguisse entrar na cidade no dia seguinte.